# ビクトル・マチン・ペレス
ビトーロ（Vitolo）ことビクトル・マチン・ペレス（スペイン語: Víctor Machín Pérez、1989年11月2日 - ）は、スペイン・カナリア諸島州ラス・パルマス出身のサッカー選手。アトレティコ・マドリード所属。ポジションはミッドフィールダーまたはFW。

## クラブ歴

### ラス・パルマス
カナリア諸島州ラス・パルマス県ラス・パルマス・デ・グラン・カナリアに生まれた彼は地元のUDラス・パルマスの下部組織に在籍した。その後UDラス・パルマス・アトレティコに昇格した。トップチームでの初出場は2010年8月28日のホームゲーム、ジムナスティック・タラゴナ戦であり、この試合で彼はフル出場、3-2の勝利に終わった。9月11日のホームゲーム、ADアルコルコン戦で初得点を記録したものの、この試合は4-1の敗北に終わった。しかし11月27日のラーヨ・バジェカーノ戦で右前十字靭帯を負傷し残りのシーズンを棒に振った。

### セビージャ
2013年6月28日にセビージャFCに4年契約で移籍.。プリメーラ・ディビシオン初出場は8月18日のホームゲーム、アトレティコ・マドリード戦でこれは1-3で敗れた。初得点は11月10日のRCDエスパニョール戦で3-1の勝利に終わった。
セビージャでの初シーズンとなった2013-14シーズンではリーグ以外の試合も併せると45試合に出場し8得点の結果を残した。そのうちの16試合はUEFAヨーロッパリーグ 2013-14であり、彼はこの試合で4得点した。
2015年3月12日のUEFAヨーロッパリーグ 2014-15、アウェーのビジャレアルCF戦では国際大会史上最速のゴールを試合開始13秒で叩き出した。一方この月にリーグでも3得点し、ラ・リーガ月間最優秀選手賞に選ばれた。なお彼はこのシーズンで6得点なので、3月に半分の得点を稼いだ事になった。
同年5月27日にはUEFAヨーロッパリーグ 2014-15 決勝ではカルロス・バッカがあげた決勝点をアシストし、クラブの同杯連覇に大きく貢献した。
7月4日、スペインの各紙がアトレティコ・マドリードと個人合意に達したと報道された。これに対しセビージャはビトーロを留めるべく、契約延長を進めた。7月10日、セビージャのホセ・カストロ会長は2022年までビトーロと契約延長することを認め、書類上での合意を公言、クラブも2022年までの契約延長を発表した。しかし、7月12日、セビージャとの契約解除金3600万ユーロ（約46億円）をスペインプロリーグ機構へビトーロ自ら支払い、アトレティコと5年契約を結んだ。翌12日、カストロ会長は「アトレティコから金を出させるためにセビージャを利用した」「代理人、父親とも合意していた」「クラブとファンに敬意を欠いた」と批判した。また、契約延長を担当していたセビージャのデル・ニド副会長は責任を取り辞任した。この騒動は、スペインでこの夏一番の大きな話題となった。

### アトレティコ・マドリード
アトレティコが夏の移籍を禁止されていたため、1月まで半年間、ラス・パルマスにレンタルすることになった。移籍後公式戦初出場は2018年1月3日に行われたコパ・デル・レイのラウンド16ファーストレグのリェイダ・エスポルティウ戦。後半59分にヤニック・カラスコとの交代でピッチに立った。また、1月9日のセカンドレグでは、加入後初ゴールを記録している。アトレティコ・マドリードでのラ・リーガデビューは1月20日のジローナFC戦。3月11日のセルタ・デ・ヴィーゴ戦でリーグ戦初ゴール。
2021年7月4日、ヘタフェCFへのレンタルで基本合意したことが発表された。
2022年7月21日、2022-23シーズンはセグンダ・ディビシオンに所属するUDラス・パルマスにレンタル移籍することが決定した。

## 代表歴
2015年3月20日、UEFA EURO 2016予選のウクライナ代表戦のメンバーに選出された。彼はこの試合で出場機会を得る事が出来なかったもののチームは1-0で勝利した。その後31日に行われたオランダ代表との親善試合でハーフタイムにペドロとの交代で代表初出場となった。9月5日のリヒテンシュタイン代表戦で代表初ゴールを決めた。

## 個人成績
2019年4月25日現在
| クラブ                   | シーズン     | リーグ                 | リーグ | リーグ | カップ | カップ | その他 | その他 | 通算 | 通算 |
| クラブ                   | シーズン     | ディビジョン           | 出場   | 得点   | 出場   | 得点   | 出場   | 得点   | 出場 | 得点 |
| ------------------------ | ------------ | ---------------------- | ------ | ------ | ------ | ------ | ------ | ------ | ---- | ---- |
| ラス・パルマス           | 2010-11      | セグンダ・ディビシオン | 10     | 1      | 0      | 0      | ー     | ー     | 10   | 1    |
| ラス・パルマス           | 2011-12      | セグンダ・ディビシオン | 36     | 10     | 0      | 0      | ー     | ー     | 36   | 10   |
| ラス・パルマス           | 2012-13      | セグンダ・ディビシオン | 39     | 15     | 3      | 0      | 2      | 0      | 44   | 15   |
| ラス・パルマス           | 通算         | 通算                   | 85     | 26     | 3      | 0      | 2      | 0      | 90   | 26   |
| セビージャ               | 2013-14      | ラ・リーガ             | 29     | 4      | 0      | 0      | 16     | 4      | 45   | 8    |
| セビージャ               | 2014-15      | ラ・リーガ             | 28     | 6      | 2      | 0      | 11     | 3      | 41   | 9    |
| セビージャ               | 2015-16      | ラ・リーガ             | 28     | 2      | 6      | 1      | 8      | 1      | 42   | 4    |
| セビージャ               | 2016-17      | ラ・リーガ             | 29     | 6      | 5      | 0      | 8      | 0      | 42   | 6    |
| セビージャ               | 通算         | 通算                   | 114    | 18     | 13     | 1      | 43     | 8      | 170  | 27   |
| アトレティコ・マドリード | 2017-18      | ラ・リーガ             | 14     | 1      | 3      | 1      | 6      | 1      | 23   | 3    |
| アトレティコ・マドリード | 2018-19      | ラ・リーガ             | 20     | 0      | 3      | 1      | 5      | 0      | 28   | 1    |
| アトレティコ・マドリード | 通算         | 通算                   | 14     | 1      | 3      | 1      | 6      | 1      | 51   | 4    |
| ラス・パルマス           | 2017-18      | ラ・リーガ             | 9      | 1      | 2      | 0      | 0      | 0      | 11   | 1    |
| ラス・パルマス           | 通算         | 通算                   | 9      | 1      | 2      | 0      | 0      | 0      | 11   | 1    |
| キャリア通算             | キャリア通算 | キャリア通算           | 222    | 46     | 21     | 2      | 56     | 9      | 330  | 58   |

| 国際大会個人成績 | 国際大会個人成績 | 国際大会個人成績 | 国際大会個人成績 | 国際大会個人成績 |
| 年度             | クラブ           | 背番号           | 出場             | 得点             |
| UEFA             | UEFA             | UEFA             | UEFA EL          | UEFA EL          |
| ---------------- | ---------------- | ---------------- | ---------------- | ---------------- |
| 2013-14          | セビージャ       | 20               | 16               | 4                |
| 2014-15          | セビージャ       | 20               | 10               | 3                |
| 2015-16          | セビージャ       | 20               | 8                | 1                |
| 計               | 計               | 計               | 34               | 8                |

その他の出場
- プリメーラ・ディビシオン昇格プレーオフ: 2試合0得点(2012-13)
- UEFAスーパーカップ: 1試合0得点(2015)

## タイトル

### クラブ
セビージャ
- UEFAヨーロッパリーグ: 2013–14, 2014–15, 2015–16

アトレティコ・マドリード
- UEFAヨーロッパリーグ: 2017–18
- UEFAスーパーカップ：2018

### 個人
- ラ・リーガ月間最優秀選手賞: 2015年3月[8]

## 代表歴

### 試合数
- 国際Aマッチ 10試合 4得点 (2015年 -　)

| スペイン代表 | 国際Aマッチ | 国際Aマッチ |
| 年           | 出場        | 得点        |
| ------------ | ----------- | ----------- |
| 2015         | 3           | 0           |
| 2016         | 5           | 3           |
| 2017         | 2           | 1           |
| 通算         | 10          | 4           |

### ゴール
| #  | 開催年月日     | 開催地                                         | 対戦国             | スコア | 結果 | 試合概要                                |
| -- | -------------- | ---------------------------------------------- | ------------------ | ------ | ---- | --------------------------------------- |
| 1. | 2016年9月5日   | マドリード、エスタディオ・ビセンテ・カルデロン | リヒテンシュタイン | 3-0    | 8-0  | 2018 FIFAワールドカップ・ヨーロッパ予選 |
| 2. | 2016年10月6日  | トリノ、ユヴェントス・スタジアム               | イタリア           | 0-1    | 1-1  | 2018 FIFAワールドカップ・ヨーロッパ予選 |
| 3. | 2016年11月12日 | グラナダ、ヌエボ・ロス・カルメネス             | 北マケドニア       | 2-0    | 4-0  | 2018 FIFAワールドカップ・ヨーロッパ予選 |
| 4. | 2017年3月24日  | ヒホン、エル・モリノン                         | イスラエル         | 2-0    | 4-1  | 2018 FIFAワールドカップ・ヨーロッパ予選 |